# 1824 en santé et médecine
| Années de la santé et de la médecine : 1821 - 1822 - 1823 - 1824 - 1825 - 1826 - 1827    |
| Décennies de la santé et de la médecine : 1790 - 1800 - 1810 - 1820 - 1830 - 1840 - 1850 |

Cet article présente les faits marquants de l'année 1824 en santé et médecine.

## Évènements
- Pierre Flourens (1794-1867) montre que le cerveau est composé de régions distinctes impliquées chacune dans une fonction mentale spécifique[1].

## Naissances
- 17 avril : Jules Falret (mort en 1902), médecin aliéniste français.
- 12 octobre : Alexis Chavanne (mort en 1911), homme politique français, médecin du Sénat de 1889 à 1900.
- 3 décembre : Charles Ozanam (mort en 1890), médecin et militant catholique français.
- 21 décembre : Alfred Leconte (mort en 1905), pharmacien, poète, chansonnier, goguettier et homme politique français.

## Décès
- 27 août : Franz Xaver Swediauer (né en 1748), médecin autrichien.
- 21 décembre : James Parkinson (né en 1755), médecin, géologue et paléontologue britannique[2].